# Ettore Garofolo
Ettore Garofolo, né le 8 mars 1947 à Rome et mort dans la même ville le 24 janvier 1999, est un acteur italien.

## Biographie
Alors qu'il travaillait comme serveur dans un restaurant, Pier Paolo Pasolini le remarque et l'engage pour le rôle d'Ettore dans le film Mamma Roma où il interprète le fils d'Anna Magnani. 
Plus de dix ans plus tard, il incarne Camillo, le fils voleur de Nino Manfredi dans Affreux, sales et méchants d'Ettore Scola, puis un homme aux manières brusques dans la scène finale d'Un bourgeois tout petit petit de Mario Monicelli.
Il meurt à l'âge de 51 ans en 1999, et est enterré dans le cimetière Verano à Rome.

## Filmographie
- 1962 : Mamma Roma de Pier Paolo Pasolini
- 1963 : La ricotta, sketch de Rogopag de Pier Paolo Pasolini
- 1965 : Squillo de Mario Sabatini
- 1968 : Fais-moi très mal mais couvre-moi de baisers de Dino Risi
- 1973 : La propriété, c'est plus le vol d'Elio Petri
- 1976 : Affreux, sales et méchants d'Ettore Scola
- 1977 : Un bourgeois tout petit petit de Mario Monicelli
- 1980 : Le Manteau d'astrakan de Marco Vicario
- 1998 : Le Dîner d'Ettore Scola